# Samuel Fischer
Samuel Fischer, född 24 december 1859 i Liptó Szent Miklós i Österrike, död 15 oktober 1934 i Berlin i Tyskland, var en tysk bokförläggare.
Fischer grundade i Berlin 1886 bokförlaget S. Fischer Verlag. Därifrån utgavs betydande skönlitterära arbeten såsom verk av Gerhart Hauptmann, Thomas Mann och Jakob Wassermann, samt översättningar av Lev Tolstoj, Henrik Ibsen och George Bernard Shaw.